# Jujols
Jujols är en kommun i departementet Pyrénées-Orientales i regionen Occitanien i södra Frankrike. Kommunen ligger i kantonen Olette som tillhör arrondissementet Prades. År 2022 hade Jujols 42 invånare.

## Administration

### Borgmästare
| Borgmästare          | Ämbetsperiod |
| -------------------- | ------------ |
|                      |              |
| Jean-Antoine Jaulent | ?-06/1815    |
| Louis Broch          | 06/1815-?    |
|                      |              |
| Jean Jaulent         | 1955-1977    |
| Jean Battle          | 1977-1979    |
| Yvon Robert          | 1979-1987    |
| Olivier Robert       | 1987-1989    |
| Yvon Robert          | 1989-1995    |
| Josiane Isnard       | 1995 - 2001  |
| Jean-Louis Arcis     | 2001 - 2008  |
| Eric Nivet           | 2008-        |

## Befolkningsutveckling
Antalet invånare i kommunen Jujols
| Referens: INSEE |